# Duits voetbalkampioenschap 1957/58
Het seizoen 1957/58 was het 49e seizoen om het Duitse voetbalkampioenschap ingericht door de DFB.
Dit jaar namen er negen clubs deel aan de eindronde. Twee clubs speelden eerst een kwalificatieronde om een startplaats voor de groepswedstrijden. De acht gekwalificeerde team voor deze groepswedstrijden speelden in twee groepen van vier clubs een halve competitie. De beide winnaars speelden de finalewedstrijd op 18 mei 1958 in Hannover.

## Eindronde

### Kwalificatieronde
De wedstrijden werd gespeeld op 19 april en 20 april (replaywedstrijd) 1958.
| winnaar    | uitslag           | verliezer            |
| ---------- | ----------------- | -------------------- |
| 1. FC Köln | 3-3 nv 3-0 replay | 1. FC Kaiserslautern |

winnaar naar groepswedstrijden

### Groep 1
| datum | thuisclub       | uitslag | uitclub         |
| ----- | --------------- | ------- | --------------- |
| 26-04 | Hamburger SV    | 3-1     | 1. FC Köln      |
| 26-04 | FK 03 Pirmasens | 2-2     | 1. FC Nürnberg  |
| 04-05 | Hamburger SV    | 3-1     | 1. FC Nürnberg  |
| 04-05 | FK 03 Pirmasens | 1-1     | 1. FC Köln      |
| 10-05 | Hamburger SV    | 2-1     | FK 03 Pirmasens |
| 10-05 | 1. FC Nürnberg  | 4-3     | 1. FC Köln      |

| Plaats | Club            | Wed. | W | G | V | Saldo | Ptn. |
| ------ | --------------- | ---- | - | - | - | ----- | ---- |
| 1      | Hamburger SV    | 3    | 3 | 0 | 0 | 8:3   | 6:0  |
| 2      | 1. FC Nürnberg  | 3    | 1 | 1 | 1 | 7:8   | 3:3  |
| 3      | FK 03 Pirmasens | 3    | 0 | 2 | 1 | 4:5   | 2:4  |
| 4      | 1. FC Köln      | 3    | 0 | 1 | 2 | 5:8   | 1:5  |

|  | Geplaatst voor finale |

### Groep 2
| datum | thuisclub              | uitslag | uitclub                |
| ----- | ---------------------- | ------- | ---------------------- |
| 26-04 | FC Schalke 04          | 4-1     | Eintracht Braunschweig |
| 26-04 | Karlsruher SC          | 1-0     | Tennis Borussia Berlin |
| 04-05 | FC Schalke 04          | 9-0     | Tennis Borussia Berlin |
| 04-05 | Karlsruher SC          | 2-1     | Eintracht Braunschweig |
| 10-05 | FC Schalke 04          | 3-0     | Karlsruher SC          |
| 10-05 | Eintracht Braunschweig | 8-3     | Tennis Borussia Berlin |

| Plaats | Club                   | Wed. | W | G | V | Saldo | Ptn. |
| ------ | ---------------------- | ---- | - | - | - | ----- | ---- |
| 1      | FC Schalke 04          | 3    | 3 | 0 | 0 | 16:1  | 6:0  |
| 2      | Karlsruher SC          | 3    | 2 | 0 | 1 | 3:4   | 4:2  |
| 3      | Eintracht Braunschweig | 3    | 1 | 0 | 2 | 10:9  | 2:4  |
| 4      | Tennis Borussia Berlin | 3    | 0 | 0 | 3 | 3:18  | 0:6  |

|}

### Finale
|             |                                       |       |                  |                                                                                  |
| 18 mei 1958 | FC Schalke 04                         | 3 – 0 | Hamburger SV     | Niedersachsenstadion, Hannover Toeschouwers: 81.000 Scheidsrechter: Albert Dusch |
| 18 mei 1958 | Berni Klodt 5', 30' Manfred Kreuz 81' |       | 24' Gerhard Krug | Niedersachsenstadion, Hannover Toeschouwers: 81.000 Scheidsrechter: Albert Dusch |

FC Schalke 04 werd voor de zevende keer Duits landskampioen. De vorige zes kampioenschappen waren in 1934, 1935, 1937, 1939, 1940 en 1942.
Als Duits kampioen nam FC Schalke 04 deel aan de Europacup I 1958/59.
Aan de tweede editie van het Jaarbeursstedenbekertoernooi (editie 1958/60) nam de samengestelde selectie Keulen XI en Hannover 96 deel.